# 소련의 선전
소련의 선전(러시아어: Пропаганда в СССР)은 소비에트 연방과 소련 공산당이 수행한 일련의 선전 활동이다. 
초창기 소련의 선전은 마르크스주의, 문맹퇴치, 계급투쟁, 복지, 프롤레타리아 국제주의, 세계혁명 등의 다양한 주제를 다루었으나, 이오시프 스탈린 정부가 수립된 이후 전체주의적이고 권위주의적인 성격으로 변질되었다.
냉전 시대 소련의 선전은 제국주의 선전의 대항마로서 반제국주의적인 성격을 띄었고 민족해방, 식민지해방 운동을 고무시켰다. 또한 세계에 소련 공산당의 이상을 소개하며 마르크스-레닌주의 사상의 우월성 홍보하는 역할을 하기도 하였다. 그러나 이 선전은 소련 내에서 다소 강압적인 방법으로 사용되었기 때문에 자국민을 세뇌하려했다는 비판으로부터 자유롭지 못하다.

## 방법

### 교육
소련의 선전의 가장 중요한 과제 중 하나는 교육을 통해 어린이와 청소년을 소비에트 인류로 양육하고 청년들을 소련 사회에 동화시키는 것이었다. 이렇게 탄생한 소련식 교육에서 학생들에게 프티 부르주아지 가정에서 분리되어 집단적인 삶을 살아갈 것을 반복적으로 강요하는 일종의 세뇌 과정이 수반되었다.
학생들을 가르치는 교사들은 '마르크스-레닌주의에 대한 주입식 교육'을 할 의무가 있었으며, 이를 어길시 막대한 불이익과 처벌이 뒤따랐기 때문에 모든 교사가 이 지침을 따를 수밖에 없었다.
특히 피오네르에 가입한 청소년들은 종종 강력한 세뇌 교육의 대상이 되었다.

## 같이 보기
- 선전